# Zamarada acrochroa
Zamarada acrochroa là một loài bướm đêm trong họ Geometridae.